# Alan Gilzean
Alan John Gilzean (Coupar Angus, 22 ottobre 1938 – Londra, 8 luglio 2018) è stato un calciatore scozzese, di ruolo attaccante.

## Biografia
È morto l'8 luglio 2018 a 79 anni a causa di un tumore al cervello poche settimane dopo averne dato notizia.

## Carriera
Gilzean iniziò la carriera in Scozia tra le file del Dundee, dove segnò 169 reti in 190 presenze.
Centravanti di buon livello, con i suoi gol portò la squadra alla vittoria del campionato scozzese nel 1961-1962 oltre ad arrivare alle semifinali in Europa nella stagione seguente.
Il Tottenham lo portò a Londra nel dicembre 1964 pagandolo £72,500, strappandolo alla concorrenza del Torino e di altre squadre inglesi.
Per dieci anni difese i colori del Tottenham mettendo insieme oltre 300 partite e portando il club al successo in FA Cup e Coppa UEFA.
Amato e apprezzato dai tifosi degli "Spurs", ben presto divenne l'idolo di White Heart Line con tanto di soprannome 'King of White Hart Lane'.

## Palmarès

### Competizioni nazionali
- Campionato scozzese: 1

Dundee: 1961-1962
- Coppa d'Inghilterra: 1

Tottenham: 1966-1967
- Coppa di Lega inglese: 2

Tottenham: 1970-1971, 1972-1973
- Community Shield: 1

Tottenham: 1967

### Competizioni internazionali
- Coppa UEFA: 1

Tottenham: 1971-1972
- Coppa di Lega Italo-Inglese: 1

Tottenham: 1971

### Individuale
- Capocannonieri del campionato scozzese: 2

1961-1962 (24 gol), 1963-1964 (32 gol)